# Курт Бадински
Курт Бадински (на немски: Kurt Badinski) е немски офицер, служил по време на Първата и Втората световна война.

## Биография

### Ранен живот и Първа световна война (1914 – 1918)
Курт Бадински е роден в Гребенщайн, Курхесен на 17 май 1890 г. През 1910 г. се присъединява към германската армия като фаненюнкер. През 1911 г. става офицер от 9-и яегер батальон. Служи по време на Първата световна война, а след края и става част от Райхсвера.

#### Междувоенен период
В периода 1936 – 1939 г. е командир на 1-ва рота от 16-и пехотен полк.

### Втора световна война (1939 – 1945)
Между 1939 и 1942 г. е командир на 489-и пехотен полк. На 17 януари 1942 г., след колапса на ген. Хелмих и благодарение на шестгодишния опит като командир на полк, е избран да поеме командването на 23-та пехотна дивизия. На 1 февруари 1942 г., докато тече това назначение, е издигнат в чин генерал-майор. Командва дивизията до 3 юли 1942 г. На 1 март 1943 г. е издигнат в чин генерал-лейтенант. По-късно Бадински командва 269-а пехотна дивизия на Източния фронт. От 10 декември 1943 г. до 21 август 1944 г. ръководи 276-а пехотна дивизия разположена във Франция. Пленен е докато се опитва да се измъкне от Фалезкия чувал. В средата на 1947 г. е освободен от лагера за военнопленници и се установява в Олденбург, Горна Бавария. Умира там на 27 февруари 1966 г.

## Военна декорация
| - Германски орден Железен кръст (1914) – II (18 септември 1914) и I степен (27 януари 1914) - Германска Значка за раняване (1914) – черна (5 април 1918) - Хамбургски орден „Ханзейски кръст“ (10 юли 1916) - Турска „Галиполска звезда“ (10 юли 1916) - Рицарски кръст на Хоенцолерн (22 ноември 1918) – с мечове | - Германски орден „Кръст на честта“ (26 януари 1935) - Германски орден Железен кръст (1939, повторно) – II (25 май 1910) и I степен (29 юни 1940) - Германски медал „За зимна кампания на изтока 1941/42 г.“ - Рицарски кръст (11 октомври 1941) |